# Liebfrauenkirche (Oberwesel)

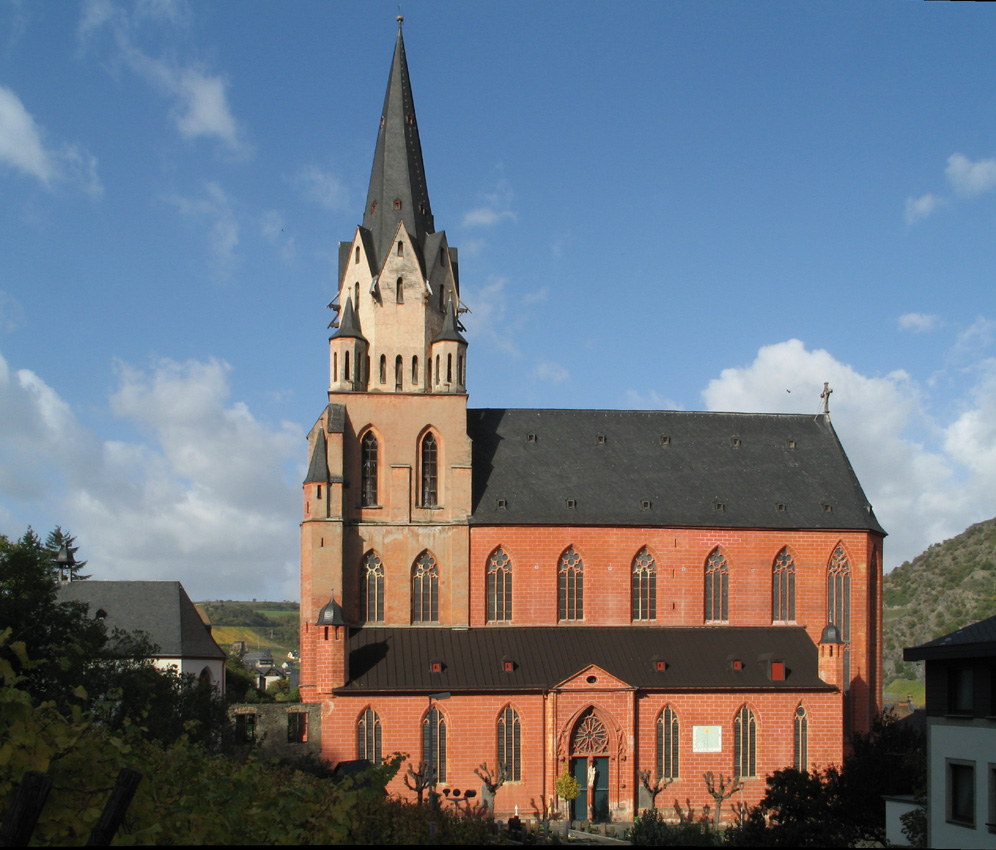
Liebfrauenkirche von Süden

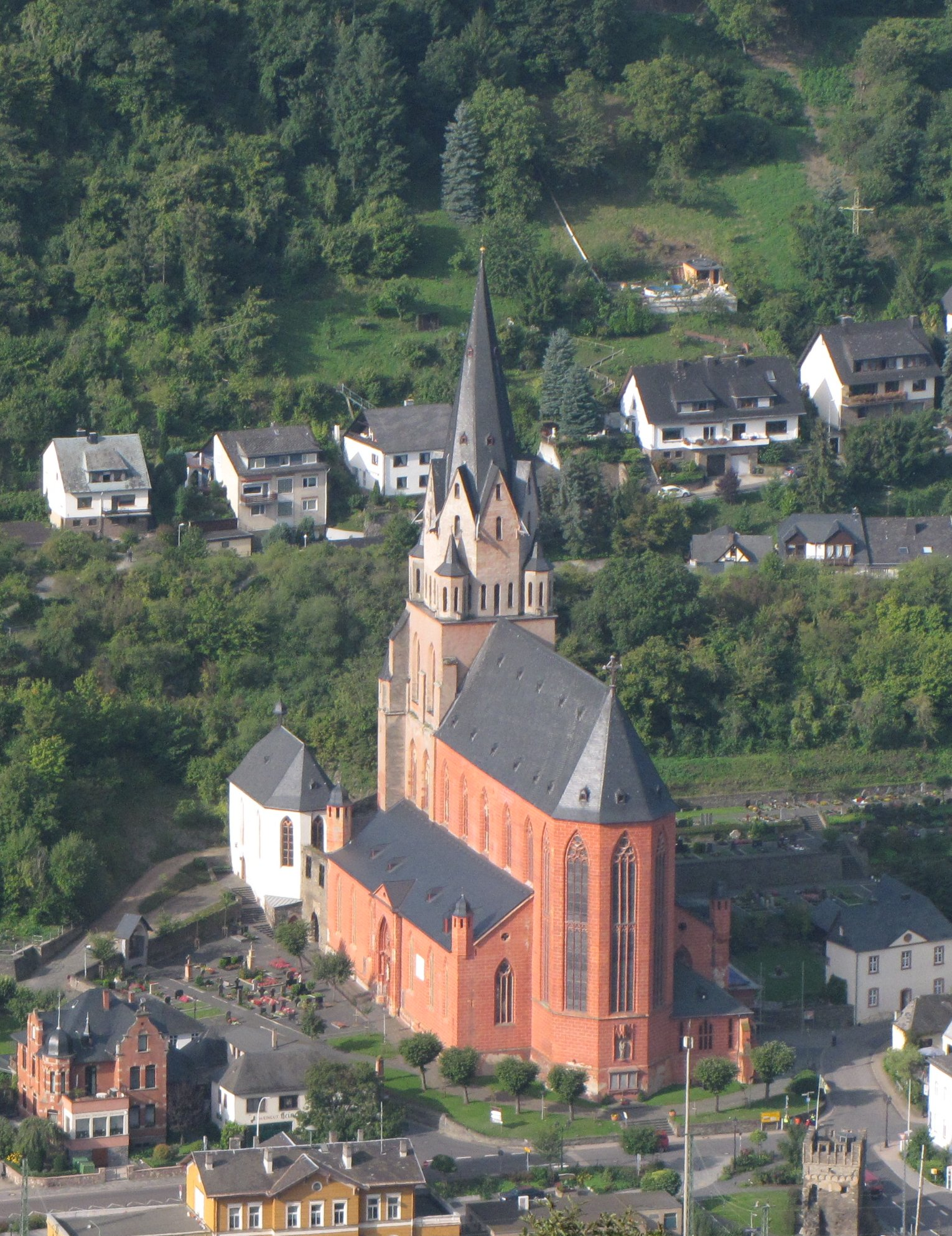
Kirche und Umfeld

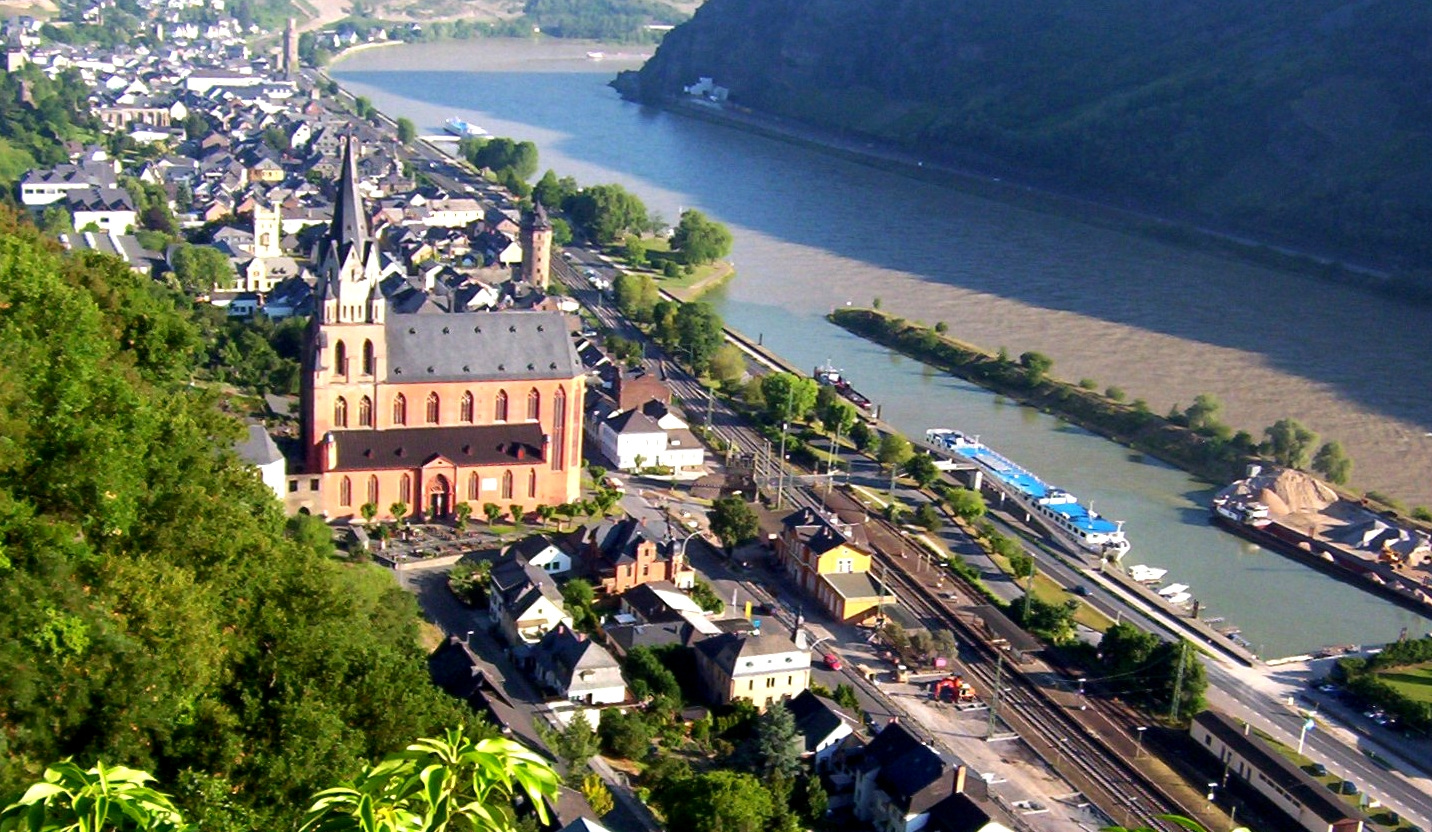
Lage im Stadtbild

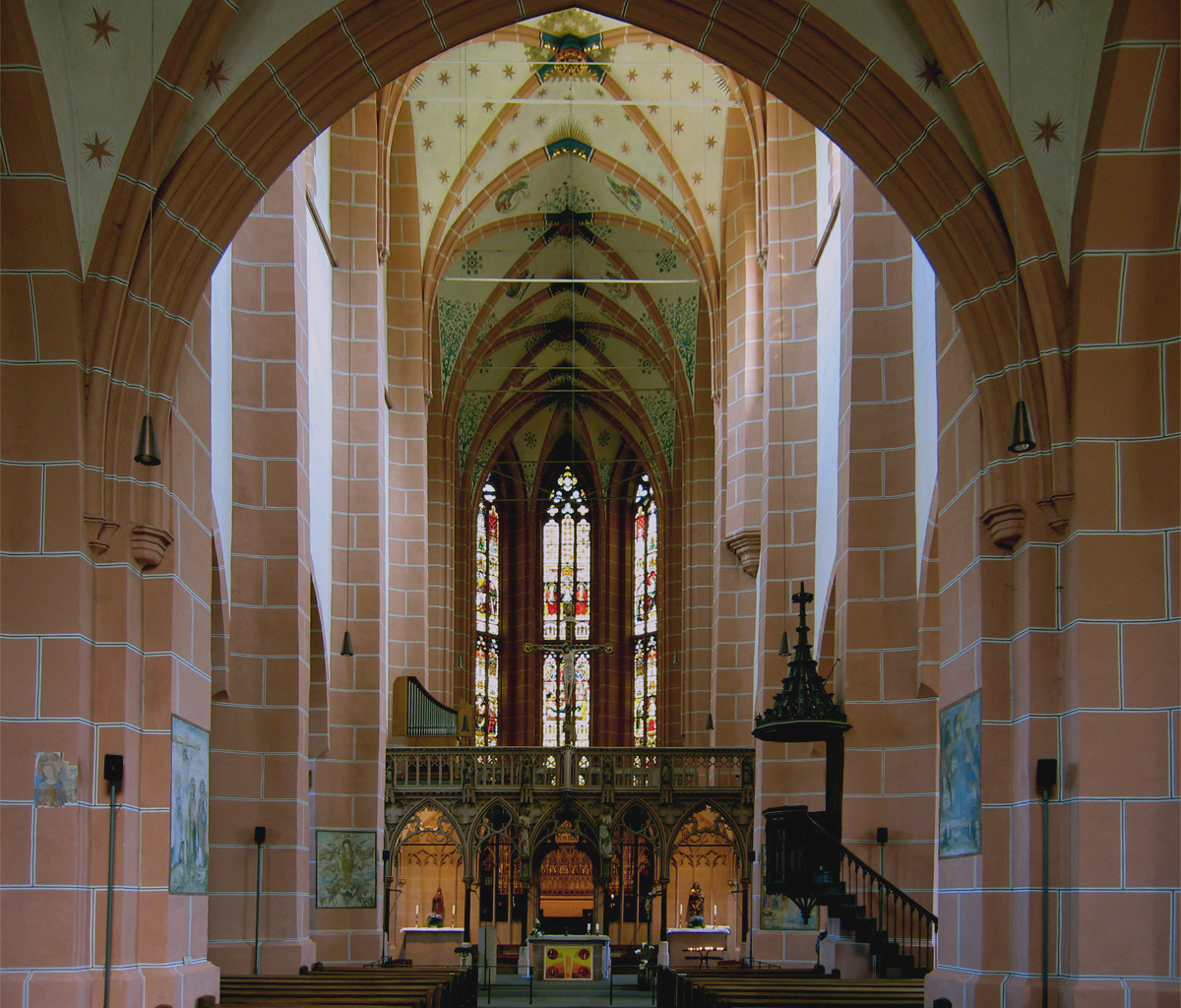
Innenansicht mit Lettner

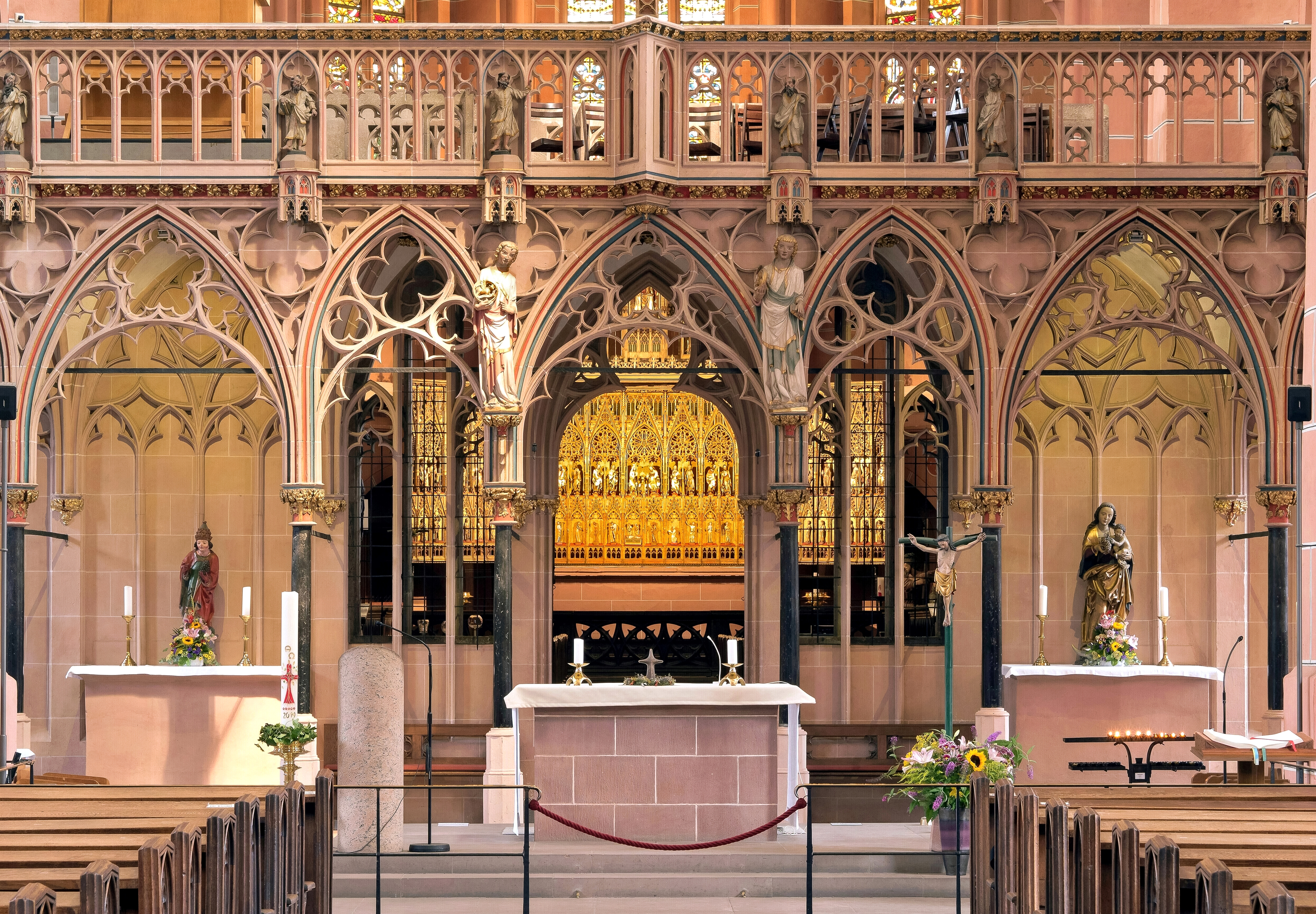
Der filigrane Lettner

Die Liebfrauenkirche in Oberwesel ist ein gotischer Sakralbau am Mittelrhein.
Seit 2002 ist die Liebfrauenkirche Teil des UNESCO-Welterbes Oberes Mittelrheintal.

## Geschichte
Ursprünglich außerhalb der Stadtmauern am Fuße der Schönburg gelegen, wurde die 1213 erstmals erwähnte Kirche wahrscheinlich bereits im 12. Jahrhundert gegründet. 1258 wurde sie zu einer Stiftskirche erhoben. Der heutige Bau entstand in der ersten Hälfte des 14. Jahrhunderts. Der Baubeginn ist über eine Inschrift, die aus 44 Buchstaben besteht und auf Glasfenstern im Maßwerk des Chores verläuft, von denen sich 30 im Original erhalten haben, auf 1308 datiert, auch wenn die Inschrift selbst später entstand, wohl um 1331. Die Chorweihe 1331 ist urkundlich belegt, die Vollendung des gesamten Baus ist nach dendrochronologischer Datierung des Westturms nach 1351 anzusetzen. In der Folgezeit gab es kaum mehr nennenswerte bauliche Veränderungen. Um 1400 wurde die Kirche bei der Erweiterung der Stadtmauer in die Stadtbefestigung einbezogen. Der gravierendste Einschnitt war der Abriss der Stiftsgebäude und des Kreuzgangs nach der Säkularisation 1803.
Ab 1727 ist hier Martin Augsthaler († 1749) als Stiftskapitular belegt. Er war auch Domvikar in Worms und stiftete im Wormser Dom sowie in der Peterskirche zu Sausenheim Altäre. An diesen befinden sich Dedikationsinschriften, die u. a. das Liebfrauenstift Oberwesel benennen. In Oberwesel verfügte er eine testamentarische Stiftung zum Aufbau der Lateinschule beim Minoritenkloster.

## Bau und Ausstattung

### Außen
Die dreischiffige querhauslose Basilika mit Westturm und 5/8-Chor in der für die spätgotische Zeit typischen, durch die Bettelorden-Architektur beeinflussten reduktiven Gotik ist in der Länge verhältnismäßig kurz, außergewöhnlich dagegen in ihrer Schlankheit und Steilheit. Der Außenbau kommt bis auf den Westturm ganz ohne Strebepfeiler aus, die tragenden Stützen sind als Wandpfeiler ins Innere verlegt. Die verhältnismäßige Kürze des Baues zugunsten seiner Steilheit wird im Inneren noch eklatanter. Das eigentliche Langhaus ist abzüglich des durch einen Lettner abgegrenzten tief eingezogenen Stiftschores und der niedrigeren Turmjoche mit drei Jochen gerade mal so lang wie hoch (diese Proportion des Innenraums erinnert im Übrigen auch an die romanische Pfarrkirche im benachbarten Bacharach).

### Innen
Der Stiftschor, der vom Chorhaupt aus gemessen länger als das eigentliche Langhaus ist, wird durch einen filigranen Lettner aus der Erbauungszeit abgeschlossen, mit offenem Maßwerk und zwei (von ursprünglich sechs) Statuetten in den Zwickeln. Der Hochaltar, der wahrscheinlich bereits bei der Chorweihe 1331 fertig war, ist eine Miniaturwiedergabe gotischer Portalskulptur (nach dem Diebstahl der Altarfiguren 1975 sind inzwischen die meisten wieder zurückgekehrt). Ein um 1340 entstandenes Kruzifix aus Eichenholz wurde zusammen mit anderen Figuren bereits im späten 19. Jahrhundert vom Hochaltar gestohlen und gelangte in das Mainzer Altertums-Museum, heute Landesmuseum Mainz. Die „Architektur“ des Altarschreins erinnert mit ihrem Maßwerk und den Rosetten an die Südfassade der Katharinenkirche zu Oppenheim. Im 17. Jahrhundert wurde der Altar mit einem barocken Aufsatz versehen, der Ende des 19. Jahrhunderts durch ein bis heute vorhandenes, neugotisches Gesprenge ersetzt wurde, ursprünglich besaß der Schrein keinerlei Aufsatz.
Des Weiteren gibt es etliche Grabdenkmäler vom 14. bis 17. Jahrhundert. Hervorzuheben sind die Grabplatten des Oberweseler Dekans Johannes († 1336) und des Speyerer Domdekans Hartmann von Landsberg († 1340) sowie das Epitaph für Ludwig von Ottenstein und seine Frau (16. Jh.). Viele Grabdenkmäler sind seit einer Renovierung Mitte des 19. Jahrhunderts in den Boden vor der Kirche eingelassen, um den Weg zu ebnen und deswegen nicht mehr lesbar.
Darüber hinaus sind gotische Wandmalereien an den Pfeilern erhalten – herauszuheben sind die sogenannte ‚Länge Christi‘ als besonderes Beispiel spätmittelalterlicher Frömmigkeit und die Darstellung des hl. Rochus –, die Barock-Orgel von Franz Joseph Eberhard (1740/45) sowie barocke Ziborien, Kelche und Monstranzen des 18. Jahrhunderts in der Sakristei.

### Orgel
Die Orgel der Liebfrauenkirche von Franz Joseph Eberhard aus dem Jahr 1745 wurde mehrfach umgebaut, erweitert und renoviert. 1936 erfolgte eine Restaurierung durch Johannes Klais Orgelbau und eine Ergänzung um ein kleines Rückpositiv. Bei einer weiteren Restaurierung in den Jahren 1977–1980 durch dieselbe Firma wurde der ursprüngliche Zustand zum großen Teil wiederhergestellt. Auf einem dritten Manual wurde ein Schwellwerk ergänzt. Zuletzt baute Klais 2001 eine elektronische Setzeranlage ein. Das Instrument verfügt insgesamt über 55 Register auf drei Manualen und Pedal. Die Spieltrakturen sind mechanisch, die Registertrakturen sind elektrisch. Organist ist seit 2008 Lukas Stollhof.
| I Hauptwerk C–g3 |        |
| Principal        | 16′    |
| Octav            | 08′    |
| Hohlpfeife       | 08′    |
| Viola da Gamba 0 | 08′    |
| Octav            | 04′    |
| Rohrflöte        | 04′    |
| Gemshorn         | 04′    |
| Quint            | 02 ⁄3′ |
| Nasard           | 02 ⁄3′ |
| Octave           | 02′    |
| Cornett III      |        |
| Mixtur IV        |        |
| Scharff III      |        |
| Trompete         | 08′    |
| Vox humana       | 08′    |

| II Oberwerk C–g3 |       |
| Rohrflöte        | 8′    |
| Spitzflöte       | 8′    |
| Flöte            | 8′    |
| Quintadena       | 8′    |
| Fugara           | 8′    |
| Principal        | 4′    |
| Salicional       | 4′    |
| Octav            | 2′    |
| Quint            | 1 ⁄3′ |
| Sesquialter II 0 | 2 ⁄3′ |
| Mixtur III       |       |
| Vox humana       | 8′    |
| Tremulant        |       |

| III Schwellwerk C–g3 |         |
| Bourdon              | 16′     |
| Geigenprinzipal 0    | 08′     |
| Holzflöt             | 08′     |
| Salicional           | 08′     |
| Vox coelestis        | 08′     |
| Octav                | 04′     |
| Querflöte            | 04′     |
| Waldflöte            | 02′     |
| Terz                 | 01 3⁄5′ |
| Rohrnasard           | 01 ⁄3′  |
| Sifflet              | 01′     |
| Mixtur V             |         |
| Basson-Hautbois      | 16′     |
| Trompete harmonique  | 08′     |
| Oboe                 | 08'     |
| Clairon              | 04′     |
| Tremulant            |         |

| Pedal C–f1           |         |
| Principal (aus HW) 0 | 16′     |
| Subbaß               | 16′     |
| Quintbaß             | 10 2⁄3′ |
| Octav                | 08′     |
| Violon               | 08′     |
| Quint                | 05 1⁄3′ |
| Octav                | 04′     |
| Octav                | 02′     |
| Mixtur VI            |         |
| Posaune              | 16′     |
| Trompete             | 08′     |
| Trompete             | 04′     |

- Koppeln: II/I, III/I, III/II, I/P, II/P, III/P

## Glocken
Im Turm befindet sich eines der bedeutendsten vollständig erhaltenen mittelalterlichen Geläute. Es ist fünfstimmig und stammt aus der Zeit zwischen der zweiten Hälfte des 13. Jahrhunderts und dem Jahr 1404. Die Glocke 2 erhielt im 21. Jahrhundert einen neuen Klöppel.
| Nr. | Name           | Gussjahr                | Gießer                   | Gewicht  | Ø mm  | Schlagton |
| --- | -------------- | ----------------------- | ------------------------ | -------- | ----- | --------- |
| 1   | Marienglocke   | 1354                    | unbek. Gießer            | 2.600 kg | 1.550 | dis1      |
| 2   | Christusglocke | 1404                    | unbek. Gießer            | 2.000 kg | 1.350 | e1        |
| 3   | Marienglocke   | 2. Hälfte des 13. Jhdts | unbek. Gießer            | 600 kg   | 950   | g1        |
| 4   | Marienglocke   | 1404                    | unbek. Gießer            | 450 kg   | 820   | cis2      |
| 5   |                | 1. Hälfte des 14. Jhdts | Meister Johann von Mainz | 300 kg   | 670   | eis2      |

### Allgemeines und Architektur
- Ferdinand Pauly: Die Stifte St. Severus in Boppard, St. Goar in St. Goar, Liebfrauen in Oberwesel, St. Martin in Oberwesel (= Germania sacra. Band 14). Berlin 1980, S. 267–414.
- Josef Heinzelmann: Liebfrauen in Oberwesel. Einige Erkenntnisse über eine verkannte Kirche. In: Westdeutsches Jahrbuch für Landesgeschichte 34 (2008), S. 55–98.
- Josef Heinzelmann: Liebfrauen in Oberwesel. In: Rheinische Heimatpflege 45 (2008), S. 122–132.
- Eduard Sebald: Die Liebfrauenkirche in Oberwesel. Ein Kirchenbau zwischen historischer Bauforschung und historischer Forschung. In: Architectura. Zeitschrift für Geschichte der Baukunst 39 (2009), S. 159–170.
- Verena Kessel: Erzbischof Balduin von Trier (1285–1354). Kunst, Herrschaft und Spiritualität im Mittelalter (= Geschichte und Kultur des Triere Landes. Band 12). Trier 2012.
- Winfried Monschauer: Die ehemalige Stiftskirche Unserer Lieben Frau zu Oberwesel. In: Jahrbuch für westdeutsche Landesgeschichte 42 (2016), S. 29–48.
- Sabrina Müller: Die Inschriften der katholischen Pfarrkirche unserer Lieben Frau in Oberwesel (= Inschriften Mittelrhein-Hunsrück. Heft 1). Mainz 2008 (zum Download, PDF via Deutsche Inschriften Online).

### Ausstattung
- Franz Bock: Der Flügel-Altar der ehemaligen Cistercienser-Abtei-Kirche Marienstadt und seine formverwandte Parallele zu Oberwesel. In: Annalen des Vereins für Nassauische Altertumskunde und Geschichtsforschung 9 (1868), S. 330–337.
- Paul Clemen: Oberwesel (Kreis St. Goar). Wiederaufstellung des ehemaligen Hochaltaraufsatzes in der Liebfrauenkirche. In: Berichte über die Tätigkeit der Provinzialkommission für die Denkmalpflege in der Rheinprovinz und der Provinzialmuseen zu Bonn und Trier 10 (1904/05), S. 18–21.
- Friedrich Back: Werke der Plastik und Malerei in Oberwesel. In: O. A.: Oberwesel. Eine mittelalterliche Rheinstadt. Düsseldorf 1922, S. 64–81.
- Lilly Fischel: Mittelrheinische Plastik des XIV. Jahrhunderts. München 1923, S. 117–127.
- Irmgard Külz: Die dekorative Architektur und Plastik des 14. Jahrhunderts in der Stiftskirche Unserer Lieben Frau zu Oberwesel. Ein Beitrag zur „Mittelrheinischen Frage“. Bad Neuenahr 1928.
- Charlotte Frowein: Plastik und Malerei des frühen 14. Jahrhunderts in der Liebfrauenkirche in Oberwesel. Marburg 1931.
- Richard Bellm: Der Goldaltar der Liebfrauenkirche in Oberwesel (= Kunst und Künstler in Rheinland-Pfalz. Band 4). Koblenz-Ehrenbreitstein 1973.
- Hans Caspary: Das gotische Hochaltarretabel der Liebfrauenkirche in von Oberwesel. In: Denkmalpflege in Rheinland-Pfalz 29/30 (1974/75), S. 62–72.
- Hans-Jürgen Kotzur (Hrsg.): Hochgotischer Dialog. Die Skulpturen der Hochaltäre von Marienstatt und Oberwesel im Vergleich. Ausstellungskatalog. Wernersche Verlagsgesellschaft, Worms 1993, ISBN 978-3-88462-106-6.
- Robert Suckale: Die Hofkunst Kaiser Ludwigs des Bayern. München 1993.
- Norbert Wolf: Deutsche Schnitzretabel des 14. Jahrhunderts. Berlin 2002, S. 95–111.
- Regine Dölling (Hrsg.): Die Liebfrauenkirche in Oberwesel (= Forschungsberichte der Denkmalpflege in Rheinland-Pfalz. Band 6). Wernersche Verlagsgesellschaft, Worms 2002, ISBN 978-3-88462-182-0.
- Verena Kessel: The High Gothic Liturgical Furnishings of the Church of Our Lady (Liebfrauenkirche) in Oberwesel. In: Ute Engel, Alexandra Gajewski (Hrsg.): Mainz and the Middle Rhine Valley. Medieval Art, Architecture and Archaeology (= Conference Transactions of the British Archaeological Association. Band 30). Mainz 2007, S. 193–203.
- Yves Gallet: Mikroarchitektur und Kulturtransfer zwischen Frankreich und Mittelrhein um 1340, am Beispiel des Goldenen Altars zu Oberwesel. In: Hauke Horn, Matthias Müller (Hrsg.): Gotische Architektur am Mittelrhein. Regionale Vernetzung und überregionaler Anspruch (= Phoenix. Band 5). Berlin/Boston 2020, S. 201–207.
- Eduard Sebald: Der Oberweseler Goldaltar. Forschungsstand und neue Überlegungen. In: Zeitschrift für Kunstgeschichte. Band 85, 2022, S. 40–56.